# Uttwiller
Uttwiller (deutsch Uttweiler) ist eine französische Gemeinde mit 159 Einwohnern (Stand 1. Januar 2021) im Département Bas-Rhin in der Region Grand Est (bis 2015 Elsass). Sie gehört zum Kanton Bouxwiller.

## Geografie
Die Topografie der Ortschaft ist leicht hügelig. Der Soultzbach fließt nördlich des Ortskerns durch das Gemeindegebiet. Uttwiller liegt zwischen den Nachbargemeinden Menchhoffen im Norden, Niedersoultzbach im Westen und dem Kantonshauptort Bouxwiller im Süden, 15 Kilometer nordöstlich von Saverne und 35 Kilometer nordwestlich von Straßburg im Hanauerland im Nordwesten des Elsass.

## Geschichte

### Mittelalter
Uttweiler gehörte als Lehen des Bischofs von Metz schon Anfang des 13. Jahrhunderts den Herren von Lichtenberg. Sie ordneten es dem Amt Buchsweiler zu, das am Anfang des 14. Jahrhunderts als Amt der Herrschaft Lichtenberg entstand. Um 1330 kam es zu einer ersten Landesteilung zwischen Johann II. von Lichtenberg, aus der älteren Linie des Hauses, und Ludwig III. von Lichtenberg. Dabei fiel Utweiler in den Teil des Besitzes, der künftig von der älteren Linie verwaltet wurde.
Anna von Lichtenberg (* 1442; † 1474), Tochter von Ludwig V. von Lichtenberg (* 1417; † 1474), und eine von zwei Erbtöchtern mit Ansprüchen auf die Herrschaft, heiratete 1458 den Grafen Philipp I. den Älteren von Hanau-Babenhausen (* 1417; † 1480). Der hatte eine kleine Sekundogenitur aus dem Bestand der Grafschaft Hanau erhalten, um sie heiraten zu können. Durch die Heirat entstand die Grafschaft Hanau-Lichtenberg. Nach dem Tod des letzten Lichtenbergers, Jakob von Lichtenberg, eines Onkels von Anna, erhielt Philipp I. d. Ä. 1480 die Hälfte der Herrschaft Lichtenberg. Die andere Hälfte gelangte an seinen Schwager, Simon IV. Wecker von Zweibrücken-Bitsch. Das Amt Buchsweiler – und damit auch Uttweiler – gehörten zu dem Teil von Hanau-Lichtenberg, den die Nachkommen von Anna erbten.

### Neuzeit
Graf Philipp IV. von Hanau-Lichtenberg (1514–1590) führte nach seinem Regierungsantritt 1538 die Reformation in seiner Grafschaft konsequent durch, die nun lutherisch wurde. Seit 1545 gilt die Reformation in Uttweiler als eingeführt. Im Dreißigjährigen Krieg (1618–1648) wurde Uttwiller verwüstet und später durch Schweizer wiederbesiedelt.
Uttweiler wurde im Dreißigjährigen Krieg komplett zerstört und anschließend mit Immigranten, vornehmlich aus der Schweiz, wieder besiedelt. Mit der Reunionspolitik Frankreichs unter König Ludwig XIV. kam das Amt Buchsweiler unter französische Oberhoheit. Nach dem Tod des letzten Hanauer Grafen, Johann Reinhard III. 1736, fiel das Hanau-Lichtenberg – und damit auch das Amt Buchsweiler – an den Sohn seiner einzigen Tochter, Charlotte, Landgraf Ludwig (IX.) von Hessen-Darmstadt. Mit dem durch die Französische Revolution begonnenen Umbruch wurde Uttweiler französisch und erhielt 1793 den Status einer Gemeinde (als Uttweiler) und 1801 das Recht auf kommunale Selbstverwaltung (als Uttwiler).
Nach dem Sieg Preußens im Deutsch-Französischen Krieg (1870–1871) fiel der ganze Elsass – und damit auch die Ortschaft – an Deutschland. Nach dem Ersten Weltkrieg (1914–1918) fiel sie an Frankreich zurück.

### Bevölkerungsentwicklung
| Jahr      | 1798 | 1962 | 1968 | 1975 | 1982 | 1990 | 1999 | 2007 | 2018 |
| Einwohner | 188  | 187  | 191  | 177  | 169  | 191  | 177  | 172  | 161  |

## Sehenswürdigkeiten

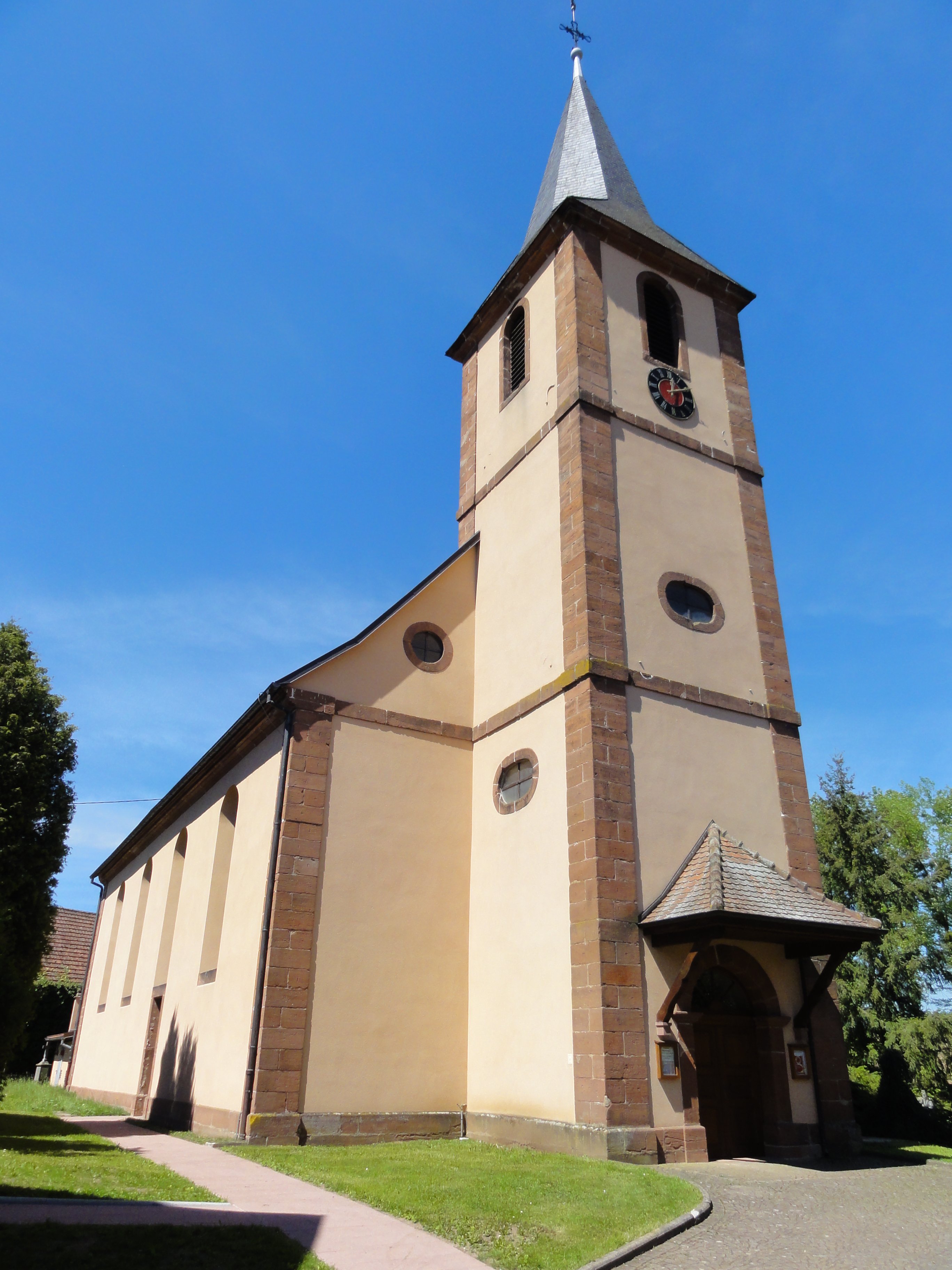
Lutherische Kirche in Uttwiller

- Die lutherische Kirche wurde 1683 gebaut, nachdem der Vorgängerbau im Dreißigjährigen Krieg zerstört worden war. 1785 bis 1787 wurde die Kirche erneuert.[11]
- Eine sogenannte Banc-reposoir (Ruhebank) wurde 1854 errichtet. Es handelt sich um eine Kombination von Sitzmöbel und Ablage im Freien. Die Ruhebank wurde auf Anweisung des Präfekten des Départements, Auguste-César West, zur Jahresfeier der Hochzeit von Eugénie de Montijo mit Napoleon III., errichtet. 1988 wurde sie in das Zusatzverzeichnis der Monuments historiques (historische Denkmale) eingetragen.[12]

## Wirtschaft
Das Bild der Gemeinde ist von Weiden und Obstbäumen geprägt. Ein wichtiger Erwerbszweig der Einwohner, die sich Uttwillerois nennen, ist die Viehzucht. Es gibt eine Molkereigenossenschaft vor Ort.